# Gaetano Gioia
Gaetano Gioia (1764 (o 1768?) a Nàpols - idem. 30 de març 1826) va ser un important ballarí i coreògraf italià.

## Orígens
Els seus pares eren Anna Carbani (segons els Ritorni: Anna Fiori) i Antonio Gioia. El seu pare i el germà de Gaetano, Ferdinando, també eren ballarins i mestres de ballet coneguts.
Gaetano es va educar en un col·legi dels jesuïtes fins als dotze anys. El seu pare realment volia que fes una carrera a l'església, però el nen va abandonar els estudis i va buscar un professor de dansa. El seu model a seguir va ser el famós coreògraf Auguste Vestris, un amic de la família. Finalment el pare va acceptar i va fer ensenyar Gaetano per Giuseppe Traffieri.
Segons Regli, Gaetano va debutar en un paper femení en un teatre romà (les dones estaven prohibides a l'escenari de Roma i, per tant, eren interpretades per joves ballarins), però ja entre 1775-1777 està gravat al Teatro Regio de Torí com a "primo ballerino grottesco", en ballets com L'amante travestita ("L'amant disfressat") de Giuseppe Canziani (música de GA Le Messier i V.A. Canavasso) i Il re pastore de Paolo Franchi (música: Le Messier).
Més tard, juntament amb el seu germà Ferdinando, es va comprometre com a ballarí "di mezzo carattere" al Teatre San Carlo de Nàpols. Ballà, entre altres coses, el 1785-86 als ballets L'orfano della China ("El nen orfe de la Xina") i Il consenso dato per dispetto de D. Lefevre, amb música d'Antonio Rossetti. El 1787 va aparèixer en diversos ballets de S. Gallet amb música de Luigi di Baillou.
1788-89 va ser de nou al Teatro Regio de Torí, aquesta vegada ja com a "Primo ballerino serio" i actor principal en ballets de G. Banti amb música de Canavasso, entre els quals: Teseo e Medea.

## Coreògraf
Va debutar amb èxit com a coreògraf el 1789 amb el seu ballet Sofonisba al Teatre Eretenio de Vicenza.
Malgrat el seu èxit, Gaetano Gioia va continuar estudiant amb Traffieri i el va seguir a la Scala de Milà el 1790-91, on ara ballava com a "Primo ballerino serio assoluto" al ballet Edipo e Le Danaidi, al costat del seu germà Ferdinando. El 1793 va anar de gira a Lisboa, on va interpretar el seu ballet Felicitade lusitana.
El mateix any va ser nomenat primer coreògraf de la Scala. Els seus primers ballets, com Elfrida i Il feudatario pentito ("El senyor penedent"; desembre de 1793), encara seguien els esquemes compositius dels ballets narratius de Pietro Angiolini.
El 1795 va treballar al Teatre San Carlo de Nàpols i va començar a dedicar-se més als gèneres mitològics i històrics, amb ballets com La disfatta dei Mori ("La derrota dels moriscos"; novembre de 1795) i Cora (maig de 1796). Per aquesta època es va casar amb Teresa Gaetani a Nàpols, amb qui va tenir un fill i dues filles, una de les quals es va casar més tard amb el famós baríton Antonio Tamburini.
Després de compromisos a Livorno, Torí, Florència i Gènova, va marxar a Viena el 1800, on va posar en escena els seus ballets mitològics Alceste, Il giudizio di Paride ("El judici de París") i Zelima. El ballet de Salvatore Viganò Les criatures de Prometeu amb música de Beethoven, que va conèixer a Viena, va tenir una gran influència en la seva pròpia obra.
Posteriorment, Gaetano Gioia va aconseguir perfeccionar la dramatúrgia dels seus ballets, per la qual cosa es va beneficiar del fet que també tocava el violí i va compondre parts de la música de les seves obres ell mateix. En l'àmbit del ballet narratiu, va ser un dels primers, juntament amb Viganò, a formar un tot harmònic i significatiu a partir de la música i el gest. El seu amor per l'art i la pintura va portar a l'aparició de la moda dels tableaux vivants, en què tot el cos de ballet s'organitza en "imatges" estèticament efectives. Giovanni Galzerani és considerat com el successor més important de Gioia en aquest sentit.
Entre les creacions més importants de Gaetano Gioia hi havia el ballet Cesare in Egitto ("Cèsar a Egipte"), del qual Wenzel Robert von Gallenberg va escriure la música, i que es va estrenar el 27 de juny de 1807 al Teatre San Carlo de Nàpols; El mateix Gaetano va ballar el paper de Tolomeo. El ballet es va representar a La Scala de Milà el 1809 amb Teresa i Giovanni Coralli com a Cèsar i Cleòpatra, en presència d'un Napoleó Bonaparte encantat. El Cesare in Egitto de Gioia va ser el ballet més famós de principis del segle xix, i fins i tot Viganò va sentir que les seves pròpies obres no podien suportar la comparació amb aquesta obra mestra. El virrei napolità Eugeni de Beauharnais fins i tot va fer pintar al fresc un saló de la seva residència amb escenes del ballet.
Entre 1798 i 1826, Gaetano Gioia va crear un total d'uns 220 ballets propis en tots els gèneres per a diversos teatres italians: tràgic, "di mezzo carattere", mitològic i històric. Algunes de les seves obres més famoses van ser creades entre 1811 i 1821 per al Teatro della Pergola de Florència: Gli Orazi e i Curiazi, Orfeo e Euridice, i Gabriella di Vergy; per a aquest últim va utilitzar música de Gioachino Rossini i Giacomo Meyerbeer. Altres ballets famosos de Gioia van ser: Gundeberga (Bolonya, Teatro Comunale, abril de 1817), amb música de Rossini; Il conte di Essex, amb música de Joseph Haydn, Beethoven, Luigi Cherubini i Rossini (Milà, Teatro alla Scala, 1818); i Otto mesi en el degut mineral ("8 mesos en 2 hores"), amb música de Rossini i Wenzel Gallenberg (Nàpols, San Carlo, abril de 1825).
També va tenir un gran èxit al Teatre Argentina de Roma amb el ballet I Morlacchi (1809), en el qual va aparèixer la seva ballarina preferida Antonia Pallerini, i amb Teseo riconosciuto (1811). Gioia també va crear els interludis de dansa per a l'òpera I riti di Efeso de Giuseppe Farinelli (1811).
Els ballets de Gioia eren, com era habitual en aquell moment, sovint donats entre els actes de les representacions d'òpera, donant lloc a representacions d'òpera-ballet inimaginablement llargues segons els estàndards actuals (2021). Per exemple, el 1816 els seus ballets Niobe, o sia, La vendetta di Latona ("Niobe o la venjança de Latona") i L'allievo della natura es van mostrar a La Scala de Milà com a part de les representacions de Ginevra di Scozia de Mayr; i el ballet en cinc actes de Gioia I baccanali aboliti es va representar el 1823 (també a Milà) entre els actes de lOtello de Rossini.
Entre els ballarins famosos que van aparèixer en els seus ballets hi havia Carlo Blasis (a Apelle e Campaspe (La Scala de Milà, març de 1823)) i Celeste Viganò (a I baccanali aboliti (La Scala de Milà, agost de 1823)). L'octubre de 1825, al Teatro San Carlo, l'encara molt jove Fanny Elßler va participar en el ballet de Gioia Niccolò Pesce (música: Wenzel Gallenberg).
El 1825 Gaetano Gioia va ser nomenat director de l'escola de ballet del Teatro San Carlo. Va morir el 30 de març de 1826 a Nàpols com a resultat d'una greu caiguda.